# Lundsgård (Revninge Sogn)
 For alternative betydninger, se Lundsgård. (Se også artikler, som begynder med Lundsgård)
Lundsgård er en gammel hovedgård nær kysten lige sydøst for Kerteminde. Hovedbygningen er opført i 1765 ved Georg Dietrich Tschierske.
Lundsgård blev i 1768 ophøjet til Stamhuset Lundsgård for Elisabeth Juel, gift lensgrevinde Ahlefeldt og efterkommere af hende. Stamhuset blev ophævet i 1927 efter lensafløsningen i 1919.
Gården hører til Revninge Sogn, Bjerge Herred, Kerteminde Kommune.
Lundsgård Gods er på 729,1 hektar
En rute i Danske Digterruter er skabt ved Lundsgård for Agnes Henningsen.
Hendes erindringsbog Let Gang paa Jorden beskriver hendes barndom og ungdom på Lundsgård.

## Ejere af Lundsgård
- (1435-1467) Peder Pedersen Hogenskild
- (1467-1482) Cecilie Bernikesdatter Skinkel gift Hogenskild
- (1482) Ceceilie Pedersdatter Hogenskild gift Bryske
- (1482-1500) Iven Bryske
- (1500-1507) Palle Andersen Ulfeldt
- (1507-1525) Knud Pallesen Ulfeldt
- (1525-1536) Ellen Knudsdatter Ulfeldt gift (1) Fikkesen (2) Present (3) von Mehlen
- (1536-1550) Hans von Mehlen
- (1550-1576) Palle von Mehlen
- (1576-1580) Anne Lauridsdatter Knob gift von Mehlen
- (1580-1609) Hans von Mehlen
- (1609-1630) Agathe Pallesdatter von Mehlen gift (1) Rodsteen (2) Kaas
- (1630-1643) Palle Rodsteen
- (1643-1671) Marqvard Rodsteen
- (1671-1672) Karen Juul gift (1) Rodsteen (2) Lützow
- (1672-1693) Hugo Lützow
- (1693-1696) Markvard Lützow
- (1696-1715) Frederik Lützow
- (1715-1725) Anne Sidonie Podebusk
- (1725-1744) Margrethe von Levetzow gift von Dewitz
- (1744-1745) Margrethe Raben-Levetzow gift Reventlow
- (1745-1747) Ditlev Reventlow
- (1747-1774) Jens Juel
- (1774-1803) Elisabeth Jensdatter Juel gift Ahlefeldt-Laurvig
- (1803-1856) Christian Johan Frederik lensgreve Ahlefeldt-Laurvig (sønnesøn)
- (1856-1877) Julie Louise Wedell-Wedellsborg, enke lensgreve Ahlefeldt-Laurvig
- (1877-1889) Frederik Ludvig Vilhelm lensgreve Ahlefeldt-Laurvig
- (1889-1917) Christian Johan Frederik lensgreve Ahlefeldt-Laurvig
- (1917-1939) Frederik Ludvig Vilhelm lensgreve Ahlefeldt-Laurvig (d. 1947)
- (1939-1967) Hans Henrik Iuel og Thyra Johanne Annie komtesse Ahlefeldt-Laurvig gift Iuel
- (1967-1968) Hans Henrik Iuel og Thyra Johanne Annie Iuel / Peder Iuel
- (1968-2006) Hans Henrik Iuel og Thyra Johanne Annie Iuel / Hans Henri Rudolf Iuel
- (2006-) Hofjægermester Hans Henri Rudolf Iuel og frue Vini født Kjærsgaard.